# Гельман Поліна Володимирівна
Полі́на Володи́мирівна Ге́льман (нар. 24 жовтня 1919 — 29 листопада 2005) — радянська льотчиця. В роки німецько-радянської війни — штурман 46-го гвардійського нічного бомбардувального авіаційного полку (325-та нічна бомбардувальна авіаційна дивізія, 4-та повітряна армія, 2-й Білоруський фронт), гвардії старший лейтенант. Герой Радянського Союзу (1946).

## Біографія
Народилася 24 жовтня 1919 року в місті Бердичів, нині Житомирської області, в родині професійних революціонерів. Єврейка. Член ВКП(б) з 1942 року.
Протягом 1920—1938 років жила у місті Гомель (Білорусь), куди переїхала разом з мамою після вбивства батька. Навчалась там у 1-й середній школі.
У 1937 р. вступила до аероклубу і 25 серпня 1937 р. вперше стрибнула з парашутом. Після закінчення середньої школи з відзнакою у 1938 році вступила на історичний факультет Московського державного університету ім. Ломоносова. До початку німецько-радянської війни закінчила 3 курси. Одночасно з навчанням працювала піонервожатою в Московській школі № 103.
У жовтні 1941 року за мобілізацією ЦК ВЛКСМ добровільно вступила до лав РСЧА. Отримала направлення в жіночу авіаційну частину під керівництвом Марини Раскової. Закінчила прискорений штурманський курс при Енгельсській авіаційній школі. Учасник німецько-радянської війни з 27 травня 1942 року. У складі 46-го гвардійського (588-го) нічного бомбардувального авіаційного полку пройшла шлях від сержанта, стрільця-бомбардира до старшого лейтенанта, начальника зв'язку авіаційної ескадрильї. Воювала на Південному, Північно-Кавказькому, 4-му Українському та 2-му Білоруському фронтах.
Німці називали її та інших дівчат-льотчиць «нічними відьмами».
З травня 1942 р. по травень 1945 р. Поліна Гельман була стрілцем-бомбардиром і начальником зв'язку авіаційної ескадрильї.
За період бойових дій на літакові По-2 здійснила 857 нічних бойових вильотів з бойовим нальотом 1058 літако-годин. На ворожі позиції те вузли комунікацій скинула 113000 кг бомбового вантажу. За неповними даними викликала у стані ворога 142 вогнища пожеж і 164 сильних вибухи, знищила 2 прожектори, 4 переправи, 10 автомашин, 3 атрилерійські батареї, розкидала понад 600000 листівок.
Після війни продовжила військову службу. У 1951 році закінчила Військовий інститут іноземних мов. З 1957 року гвардії майор П. В. Гельман — у відставці. Після розгортання радянських військ на Кубі працювала перекладачем і послом миру. До виходу на пенсію у 1990 році працювала доцентом кафедри політекономії в Інституті суспільних наук при ЦК КПРС. Кандидат економічних наук (1970). Обиралась членом правління Товариства «СРСР — Уругвай».
Була одружена. Чоловік — офіцер Радянської Армії Володимир Миколайович Колосов (1921—1994).
Померла 29 листопада 2005 року в Москві. Похована в колумбарії Новодівочого цвинтаря.

## Батьки
Батько — Володимир Самарович, делегат ІХ з'їзду партії більшовиків від м. Бердичева, загинув у 1920 р у Козятині. . Мати — Еля Львівна. Були направлені на роботу в Бердичів більшовицьким центром, що знаходився в Києві. Активні громадсько-політичні діячі, які виконували важливі доручення місцевої партійної організації. Володимир та Еля організовували втечі своїх товаришів з тюрми та перенаправляли їх в надійні місця, утримували підпільні квартири, тощо.

## Нагороди
Указом Президії Верховної Ради СРСР від 15 травня 1946 року за зразкове виконання бойових завдань командування та виявлені при цьому мужність, героїзм і відвагу, начальникові зв'язку авіаційної ескадрильї гвардії старшому лейтенантові Гельман Поліні Володимирівні присвоєне звання Героя Радянського Союзу з врученням ордена Леніна і медалі «Золота Зірка» (№ 8962). Поліна Гельман — єдина єврейська жінка, якій було присвоєно звання Героя Радянського Союзу. 
У нагородному листі вказано: «Товарищ Гельман на фронте борьбы с немецкими захватчиками находилась с мая 1942 года. От рядового стрелка-бомбардира выросла до начальника связи эскадрильи. За период боевых действий произвела лично как штурман 860 боевых вылетов на самолете ПО-2 с боевым налетом 1058 часов. Сбросила, уничтожая войска противника, 113 тонн бомб. Врагу был нанесен значительный урон. Тов. Гельман является активным участником обороны Северного Кавказа, разгрома немецких захватчиков на Кубани, Тамани, на Крымском полуострове, в Белоруссии, Польше, Восточной Пруссии и собственной территории Германии. Боевая работа тов. Гельман служит образцом для всего личного состава. Летает исключительно смело, умело маневрируя при попадании в прожектора и зенитный обстрел противника. Эффективность бомбардировочных ударов высокая».
Також нагороджена двома орденами Червоного Прапора (25.10.1943, 25.05.1945), двома орденами Вітчизняної війни 1-го ступеня (26.04.1944, 11.03.1985), двома орденами Червоної Зірки (9.09.1942, 30.12.1956) і медалями.

## Вшанування пам'яті
У фондах Житомирського краєзнавчого музею зберігається невеликий комплекс матеріалів Поліни Гельман. Свої бойові реліквії вона передала до Центрального музею Збройних Сил СРСР (нині — музей Збройних Сил Російської федерації).